# Resolutie 2026 Veiligheidsraad Verenigde Naties
Resolutie 2026 van de Veiligheidsraad van de Verenigde Naties werd op 14 december 2011 unaniem aangenomen door de VN-Veiligheidsraad.
De resolutie verlengde de UNFICYP-vredesmacht op Cyprus met zeven maanden.

## Achtergrond
Nadat in 1964 geweld was uitgebroken tussen de Griekse en Turkse bevolkingsgroep op Cyprus stationeerden de VN de UNFICYP-vredesmacht op het eiland. Die macht wordt sindsdien om het half jaar verlengd. In 1974 bezette Turkije het noorden van Cyprus na een Griekse poging tot staatsgreep. In 1983 werd dat noordelijke deel met Turkse steun van Cyprus afgescheurd. Midden 1990 begon het toetredingsproces van (Grieks-)Cyprus tot de Europese Unie maar de EU erkent de Turkse Republiek Noord-Cyprus niet. In 2008 werd overeengekomen een federale overheid met één internationale identiteit op te richten, naast twee gelijkwaardige deelstaten.

## Inhoud

### Waarnemingen
Cyprus was het ermee eens dat de toestand op het eiland een verlenging van de UNFICYP-vredesmacht noodzaakte.
De onderhandelingen tussen de Grieks- en Turkse Cyprioten werden intensiever, en ze werden opgeroepen er meer momentum in te brengen.
Er werd ook opnieuw opgeroepen om maatregelen om wederzijds vertrouwen op te bouwen te nemen.
Een oplossing van het conflict zou alle Cyprioten ten goede komen, en hun leiders werden dan ook gevraagd positieve retoriek te spreken en de voordelen van het akkoord goed uit te leggen voor er referenda werden gehouden.
De geloofwaardigheid van de VN onderuit halen ondermijnde het vredesproces zelf.
Intussen bleef de situatie aan de Groene Lijn stabiel.
Wel werd de toegang tot de resterende mijnenvelden in de bufferzone ontzegd, waardoor niet meer ontmijnd kon worden.

### Handelingen
De gemaakte vooruitgang in de onderhandelingen werd verwelkomd.
In de komende maanden was nu beslissende vooruitgang naar een akkoord mogelijk.
De leiders van beide partijen werden opgeroepen intensiever te onderhandelen, de publieke sfeer waarin deze verliepen te verbeteren en de burgers meer te betrekken.
Daarnaast werd van hen ook de uitvoering van vertrouwensmaatregelen en meer medewerking aan het Comité voor Vermiste Personen gevraagd.
Het mandaat van UNFICYP werd verlengd tot 19 juli 2012.
Beide zijden werden opgeroepen mee te werken aan de afbakening van de bufferzone.
De Turkse zijde werd nog eens gevraagd het militaire status quo in Strovilia te herstellen.
Beiden werden ook opgeroepen opnieuw ontmijning toe te laten in de bufferzone.

## Verwante resoluties
- Resolutie 1953 Veiligheidsraad Verenigde Naties (2010)
- Resolutie 1986 Veiligheidsraad Verenigde Naties
- Resolutie 2058 Veiligheidsraad Verenigde Naties (2012)
- Resolutie 2089 Veiligheidsraad Verenigde Naties (2013)

Lijst ·  1967 ·  1968 ·  1969 ·  1970 ·  1971 ·  1972 ·  1973 ·  1974 ·  1975 ·  1976 ·  1977 ·  1978 ·  1979 ·  1980 ·  1981 ·  1982 ·  1983 ·  1984 ·  1985 ·  1986 ·  1987 ·  1988 ·  1989 ·  1990 ·  1991 ·  1992 ·  1993 ·  1994 ·  1995 ·  1996 ·  1997 ·  1998 ·  1999 ·  2000 ·  2001 ·  2002 ·  2003 ·  2004 ·  2005 ·  2006 ·  2007 ·  2008 ·  2009 ·  2010 ·  2011 ·  2012 ·  2013 ·  2014 ·  2015 ·  2016 ·  2017 ·  2018 ·  2019 ·  2020 ·  2021 ·  2022 ·  2023 ·  2024 ·  2025 ·  2026 ·  2027 ·  2028 ·  2029 ·  2030 ·  2031 ·  2032